# Sphagnum pylaesii
Sphagnum pylaesii är en bladmossart som beskrevs av Bridel 1827. Sphagnum pylaesii ingår i släktet vitmossor, och familjen Sphagnaceae. Inga underarter finns listade i Catalogue of Life.